# ساختمان کفش ملی
ساختمان کفش ملی مربوط به دوره پهلوی اول است و در شیراز، بلوار گلستان، چهارراه حافظیه، جنب هتل پرسپولیس واقع شده و با شمارهٔ ثبت ۲۶۶۴۷ به‌عنوان یکی از آثار ملی ایران به ثبت رسیده است.